# Пурус (микрорегион)

Пурус на карте.

Пурус (порт. Microrregião do Purus) — микрорегион в Бразилии, входит в штат Амазонас. Составная часть мезорегиона Юг штата Амазонас. Население составляет 69 516 человек на 2010 год. Занимает площадь 187 372,899 км². Плотность населения — 0,37 чел./км².

## Демография
Согласно сведениям, собранным в ходе переписи 2010 г. Национальным институтом географии и статистики (IBGE), население микрорегиона составляет:
| Полное население                             | Полное население                             | Полное население                             | Полное население                             | 69 516 |
| -------------------------------------------- | -------------------------------------------- | -------------------------------------------- | -------------------------------------------- | ------ |
| в том числе:                                 | Городское население                          | 41 507                                       | Процент городского населения, %              | 59,71  |
|                                              | Сельское население                           | 28 009                                       | Процент сельского населения, %               | 40,29  |
|                                              | Мужское население                            | 36 585                                       | Процент мужского населения, %                | 52,63  |
|                                              | Женское население                            | 32 931                                       | Процент женского населения, %                | 47,37  |
| Плотность населения, чел/км²                 | Плотность населения, чел/км²                 | Плотность населения, чел/км²                 | Плотность населения, чел/км²                 | 0,37   |
| Население микрорегиона в % к населению штата | Население микрорегиона в % к населению штата | Население микрорегиона в % к населению штата | Население микрорегиона в % к населению штата | 2,00   |

## Состав микрорегиона
В составе микрорегиона включены следующие муниципалитеты:
1. Канутама
2. Лабреа
3. Тапауа